# Li Jingliang
Pour les articles homonymes, voir Li.
Li Jingliang, né le 20 mars 1988 à Tacheng, est un pratiquant chinois d'arts martiaux mixtes (MMA). Concourant au sein de la division des poids mi-moyens de l'Ultimate Fighting Championship depuis mai 2014, il est l'athlète chinois ayant le plus de combats et de victoires à son actif dans l'histoire de la fédération.

## Biographie

### Jeunesse
Li Jingliang naît à Tacheng dans une famille modeste. Au fil de sa jeunesse, il s'initie au sanda, à la lutte et au jiu-jitsu brésilien, discipline dans laquelle il atteint le rang de ceinture marron. Il reçoit les enseignements de Bao Li Gao, champion national de sanda, à partir de l'âge de 16 ans. En 2008, il s'installe à Pékin dans le but de s'entraîner auprès de Zhang Tiequan (en), pionnier du MMA en Chine et le premier chinois à intégrer l'Ultimate Fighting Championship en 2010.

## Palmarès en arts martiaux mixtes
| 28 combats     | 19 victoires | 9 défaites |
| Par KO         | 10           | 1          |
| Par soumission | 4            | 2          |
| Sur décision   | 5            | 6          |

| Résultat | Record | Adversaire                | Méthode                                           | Événement                                                 | Date              | Round | Temps | Lieu                                               | Notes                                               |
| -------- | ------ | ------------------------- | ------------------------------------------------- | --------------------------------------------------------- | ----------------- | ----- | ----- | -------------------------------------------------- | --------------------------------------------------- |
| Défaite  | 19–9   | Carlos Prates             | KO (coup de poing)                                | UFC 305: du Plessis vs. Adesanya                          | 18 août 2024      | 2     | 4:02  | Perth, Australie-Occidentale, Australie            |                                                     |
| Défaite  | 19–8   | Daniel Rodriguez          | Décision partagée                                 | UFC 305: Diaz vs. Ferguson                                | 10 septembre 2022 | 3     | 5:00  | Las Vegas, Nevada, États-Unis                      |                                                     |
| Victoire | 19–7   | Muslim Salikhov           | TKO (coups de coude)                              | UFC on ABC: Ortega vs. Rodríguez                          | 16 juillet 2022   | 2     | 4:38  | Elmont, New York, États-Unis                       | Performance de la soirée.                           |
| Défaite  | 18–7   | Khamzat Chimaev           | Soumission technique (étranglement arrière)       | UFC 267: Błachowicz vs. Teixeira                          | 30 octobre 2021   | 1     | 3:16  | Abou Dabi, Émirats arabes unis                     |                                                     |
| Victoire | 18–6   | Santiago Ponzinibbio      | KO (coup de poing)                                | UFC on ABC: Holloway vs. Kattar                           | 16 janvier 2021   | 1     | 4:25  | Abou Dabi, Émirats arabes unis                     | Performance de la soirée.                           |
| Défaite  | 17–6   | Neil Magny                | Décision unanime                                  | UFC 248: Adesanya vs. Romero                              | 7 mars 2020       | 3     | 5:00  | Las Vegas, Nevada, États-Unis                      |                                                     |
| Victoire | 17–5   | Elizeu Zaleski dos Santos | TKO (coups de poing)                              | UFC Fight Night: Andrade vs. Zhang                        | 31 août 2019      | 3     | 4:51  | Shenzhen, Guangdong, République populaire de Chine | Performance de la soirée.                           |
| Victoire | 16–5   | David Zawada              | KO (coup de pied au ventre)                       | UFC Fight Night: Blaydes vs. Ngannou II                   | 24 novembre 2018  | 3     | 4:07  | Pékin, République populaire de Chine               | Performance de la soirée.                           |
| Victoire | 15–5   | Daichi Abe                | Décision unanime                                  | UFC Fight Night: Cowboy vs. Edwards                       | 23 juin 2018      | 3     | 5:00  | Kallang, Singapour                                 |                                                     |
| Défaite  | 14–5   | Jake Matthews             | Décision unanime                                  | UFC 221: Romero vs. Rockhold                              | 11 février 2018   | 3     | 5:00  | Perth, Australie-Occidentale, Australie            | Combat de la soirée.                                |
| Victoire | 14–4   | Zak Ottow                 | TKO (coups de poing)                              | UFC Fight Night: Bisping vs. Gastelum                     | 25 novembre 2017  | 1     | 2:57  | Shanghai, République populaire de Chine            | Performance de la soirée.                           |
| Victoire | 13–4   | Frank Camacho             | Décision unanime                                  | UFC Fight Night: Holm vs. Correia                         | 17 juin 2017      | 3     | 5:00  | Kallang, Singapour                                 | Combat de la soirée.                                |
| Victoire | 12–4   | Bobby Nash                | KO (coups de poing)                               | UFC on Fox: Shevchenko vs. Peña                           | 28 janvier 2017   | 2     | 4:45  | Denver, Colorado, États-Unis                       |                                                     |
| Victoire | 11–4   | Anton Zafir               | KO (coups de poing)                               | The Ultimate Fighter: Team Joanna vs. Team Cláudia Finale | 8 juillet 2018    | 1     | 2:46  | Las Vegas, Nevada, États-Unis                      |                                                     |
| Défaite  | 10–4   | Keita Nakamura            | Soumission technique (étranglement arrière)       | UFC Fight Night: Barnett vs. Nelson                       | 27 septembre 2015 | 3     | 2:17  | Saitama, Japon                                     |                                                     |
| Victoire | 10–3   | Dhiego Lima               | KO (coups de poing)                               | UFC Fight Night: Edgar vs. Faber                          | 16 mai 2015       | 1     | 1:25  | Pasay, Philippines                                 |                                                     |
| Défaite  | 9–3    | Nordine Taleb             | Décision partagée                                 | UFC Fight Night: MacDonald vs. Saffiedine                 | 4 octobre 2014    | 3     | 5:00  | Halifax, Nouvelle-Écosse, Canada                   |                                                     |
| Victoire | 9–2    | David Michaud             | Décision partagée                                 | UFC 173: Barão vs. Dillashaw                              | 24 mai 2014       | 3     | 5:00  | Las Vegas, Nevada, États-Unis                      |                                                     |
| Victoire | 8–2    | Luke Jumeau               | Soumission (étranglement en guillotine)           | Legend FC 11                                              | 27 avril 2013     | 3     | 3:38  | Kuala Lumpur, Malaisie                             | Remporte le titre des poids mi-moyens du Legend FC. |
| Victoire | 7–2    | Dan Pauling               | Décision unanime                                  | Legend FC 9                                               | 16 juin 2012      | 3     | 5:00  | Macao                                              |                                                     |
| Défaite  | 6–2    | Bae Myung-ho              | Décision unanime                                  | Legend FC 7                                               | 11 février 2012   | 3     | 5:00  | Macao                                              | Pour le titre des poids mi-moyens du Legend FC.     |
| Victoire | 6–1    | Alex Niu                  | Décision unanime                                  | Legend FC 5                                               | 16 juillet 2011   | 3     | 5:00  | Hong Kong                                          |                                                     |
| Victoire | 5–1    | Tony Rossini              | Soumission technique (étranglement en guillotine) | Legend FC 4                                               | 27 janvier 2011   | 2     | 1:11  | Hong Kong                                          |                                                     |
| Victoire | 4–1    | Andrei Liu                | TKO (coups de poing)                              | Legend FC 3                                               | 24 septembre 2010 | 1     | 3:43  | Hong Kong                                          |                                                     |
| Défaite  | 3–1    | Pat Crawley               | Décision unanime                                  | Legend FC 2                                               | 24 juin 2010      | 3     | 5:00  | Hong Kong                                          |                                                     |
| Victoire | 3–0    | Gong Yuntao               | Soumission (étranglement en guillotine)           | Art of War 15: Ueyama vs. Aohailin                        | 28 novembre 2009  | 1     | 5:29  | Pékin, République populaire de Chine               |                                                     |
| Victoire | 2–0    | Liu Jin Wen               | Soumission (étranglement en guillotine)           | Ultimate Martial Arts Combat                              | 18 avril 2009     | 1     | 3:05  | Pékin, République populaire de Chine               |                                                     |
| Victoire | 1–0    | Makhach Gadzhiev          | TKO                                               | Art of War 8: Worlds Collide                              | 22 septembre 2007 | 2     | 1:02  | Pékin, République populaire de Chine               |                                                     |